# 大馬士革 (阿肯色州)
大馬士革（英語：Damascus）是一個位於美國阿肯色州福克納縣和范布倫縣的市鎮。

## 地理
大馬士革的座標為35°22′02″N 92°24′35″W / 35.36722°N 92.40972°W，而該地的平均海拔高度為212米（即696英尺）。

## 人口
根據2020年美國人口普查的數據，大馬士革的面積為4.82平方千米，皆為陸地。當地共有人口382人，而人口密度為每平方千米79人。